# Bolitoglossa robusta
Bolitoglossa robusta е вид земноводно от семейство Plethodontidae. Видът не е застрашен от изчезване.

## Разпространение
Разпространен е в Коста Рика и Панама.

## Описание
Популацията на вида е намаляваща.